# L'Enfance d'Ivan
Pour plus de détails, voir Fiche technique et Distribution.
L'Enfance d'Ivan (en russe : Иваново детство, Ivanovo detstvo) est un film soviétique, le premier long métrage d'Andreï Tarkovski, sorti en 1962, d'après Ivan, une nouvelle de Vladimir Bogomolov, avec Nikolaï Bourliaïev dans le rôle principal. Il raconte le destin tragique d'un des nombreux enfants soldats de l'armée soviétique.
Film de guerre soviétique, L'Enfance d'Ivan, qui aurait pu n'être qu'une œuvre de propagande, annonce tous les thèmes chers à Tarkovski et préfigure son cinéma futur : recherche du huis clos, onirisme des images, vision surréaliste de la réalité qui vient s'ajouter en surimpression à la trame narrative du récit, opposition entre l'idéal de l'enfance perdue et un univers froid et déshumanisé ici symbolisé par la guerre.

## Synopsis
Orphelin depuis l'assassinat de sa famille par les nazis, Ivan, douze ans, est devenu éclaireur au sein de l'armée soviétique. Contre l'aval de ses supérieurs, il accepte une dernière mission délicate.

## Fiche technique
- Titre : L'Enfance d'Ivan
- Titre original : Иваново детство
- Réalisation : Andreï Tarkovski
  - Assistant à la réalisation : Gueorgui Natanson
- Scénario et dialogues : Vladimir Bogomolov et Mikhaïl Papava, d'après la nouvelle de Vladimir Bogomolov
- Musique : Viatcheslav Ovtchinnikov
  - Direction d'orchestre : Emin Khatchatourian
  - Musique préexistante : extrait du Voile d'Orphée de Pierre Henry
- Photographie : Vadim Ioussov
- Montage : Ludmila Feiginova
- Son : Inna Zelentsova
- Conseiller militaire : G. Gontcharov
- Société de production : Mosfilm
- Pays de production :  Union soviétique
- Format : noir et blanc
- Durée : 95 minutes
- Genre : film de guerre, drame
- Dates de sortie :
  - URSS : 6 avril 1962 (première à Moscou)
  - Italie : 1er septembre 1962 (Mostra de Venise)
  - France : 6 novembre 1963

## Distribution
- Nikolaï Bourliaïev : Ivan Bondarev
- Valentin Zoubkov : le capitaine Kholine
- Evgueni Jarikov : le lieutenant Galtsev
- Stepan Krylov : le caporal Katasonov
- Nikolaï Grinko : le colonel Griaznov
- Valentina Malyavina : Macha
- Irma Tarkovskaïa : la mère d'Ivan
- Andreï Kontchalovski : un soldat

## Production
Le projet du film est initialement confié au réalisateur Edward Gaikovich Abalyan (ru) (ou Abalov selon les traductions et transcriptions) mais il est licencié sans ménagement. Le scénario est réécrit avec Andreï Kontchalovski.
Contacté par les studios Mosfilm, Tarkovski ne veut reprendre le projet qu'à la seule condition de réécrire entièrement le scénario et de changer toute l'équipe des techniciens et comédiens. Ses conditions sont acceptées, mais seulement s'il se contente de la moitié restante du budget d'origine, ce que le réalisateur accepte à son tour. Quatre séquences de rêves sont ajoutées à l'aventure tragique d'Ivan, interprété par Nikolaï Bourliaïev. Les noms des deux premiers scénaristes sont conservés dans le générique pour faciliter l'acceptation du nouveau scénario. Le tournage du film peut reprendre et se termine en janvier 1962.

## Analyse
Barthélémy Amengual écrit : « L'Enfance d'Ivan s'insère dans ce cinéma dit « du dégel » où l'accent est mis sur les destins individuels, où la guerre, les  « erreurs politiques » sont essentiellement dénoncées comme réductrices de vie, d'amours, de promesses d'avenir. Les motivations idéologiques et patriotiques s'estompent ; s'impose la dimension humaniste. »
À la différence de beaucoup d'autres visions soviétiques, Andreï Tarkovski « s'écarte de la collectivité, et préfère à la grande fresque du peuple russe éprouvé, un récit poétique et personnel »[réf. nécessaire]. Comme La Ballade du soldat de Grigori Tchoukhraï, de trois ans antérieur, « la première œuvre de Tarkovski est un film à personnages : plus d'archétypes, plus de clichés bien pensants. »
Sur cette voie, Tarkovski est, sans doute, celui qui « s'avance le plus loin. Quasi « deshistoricisée » la guerre n'est plus que « condition » monstrueuse. Elle développe chez Ivan, partisan âgé de douze ans, dont la mère a été tuée sous ses yeux, un esprit de vengeance, une ténacité superhéroïque qui ne sont rien d'autre qu'une folie froide, impossibilité à vivre d'une vie humaine… »
Jean-Paul Sartre, en tant que penseur de l'existentialisme, dit, à propos de L'Enfance d'Ivan : « En un certain sens, je pense que l'auteur […] a voulu parler de lui et de sa génération. […] Je voudrais presque dire : voici les Quatre Cents Coups soviétiques, mais pour mieux souligner les différences. Un enfant mis en pièces par ses parents : voici la tragi-comédie bourgeoise. Des milliers d'enfants détruits, vivants, par la guerre, voilà une des tragédies soviétiques. » Il écrit également, plus loin : « Ce garçon, que l'on ne peut s'empêcher d'aimer, a été forgé par la violence, il l'a intériorisée… »
Cela crée donc un « trouble » que signale, à nouveau, Pierre Murat c'est précisément cette « dualité héros/monstre » contenue chez l'enfant Ivan et explorée par la caméra de Vadim Ioussov, opérateur de Tarkovski. Pour Antoine de Baecque, « certes, l'enfant est l'être tarkovskien par excellence, celui qui sent le monde et ne le pense pas […] Il est d'abord un lieu de sensibilité. » Mais, précisément, il « ne porte pas seulement la marque sensible, il n'est que sensibilité exacerbée, il porte le monstrueux. […] Son esprit d'innocence est traversé par le mal (Ivan mêle les rêves heureux — les quatre songes d'Ivan — […] et les visions de mort, de meurtres et de tortures) tout comme son corps d'innocent (la beauté frêle de ses membres fragiles se marie aux cicatrices qui désignent la barbarie des hommes en guerre) : tout le mal du monde est contenu dans son être. »
Tarkovski détourne, ainsi, le cliché de l'adolescence héroïque, alors en vogue, dans le cinéma soviétique. Film soviétique, au sujet incontestablement conventionnel (la Seconde Guerre mondiale et ses conséquences sur l'enfance), L'Enfance d'Ivan n'est donc pas simplement « outil biographique ou référence pratique au genre » : l'enfant est élevé, ici, au rang de « forme poétique ». L'œuvre est déjà, par tant d'aspects, celle de l'auteur Tarkovski, celui des réalisations futures : « Monstre, martyr et saint, Ivan ne vit qu'à l'état de douleur. Tarkovski a cette piété doloriste. Saint et monstre, ils incarnent la mise à nu de l'univers tarkovskien », conclut A. de Baecque.

## Commentaires de Tarkovski
« Mon enfance a été très différente de celle d'Ivan qui vécut la guerre en adulte et en combattant. Tous les garçons russes de mon âge ont pourtant eu une vie très difficile. Dire que quelque chose lie Andreï Tarkovski et Ivan, c'est rappeler la communauté de souffrance établie entre Ivan et tous les jeunes Russes de cette génération. »

« Certes, ce film [L'Enfance d'Ivan] a été bien reçu, mais il a été incompris de la critique. […] Il s'agissait plutôt de la première œuvre d'un jeune metteur en scène, donc une œuvre poétique à comprendre de mon point de vue, non du point de vue historique. Sartre, par exemple, a défendu ardemment le film […], mais d'un point de vue strictement philosophique. Pour moi, ce n'était pas une défense valable. Je recherchais une défense artistique, et non idéologique. […] Ce n'est pas l'interprétation de Sartre que je conteste. Je suis tout à fait d'accord avec cette vision : la guerre produit des héros-victimes. Il n'y a pas de vainqueur dans une guerre. […] Ce que je conteste plutôt c'est le cadre de cette polémique : des idées, des valeurs étaient mises en avant, l'art et l'artiste oubliés. »

## Sur le film

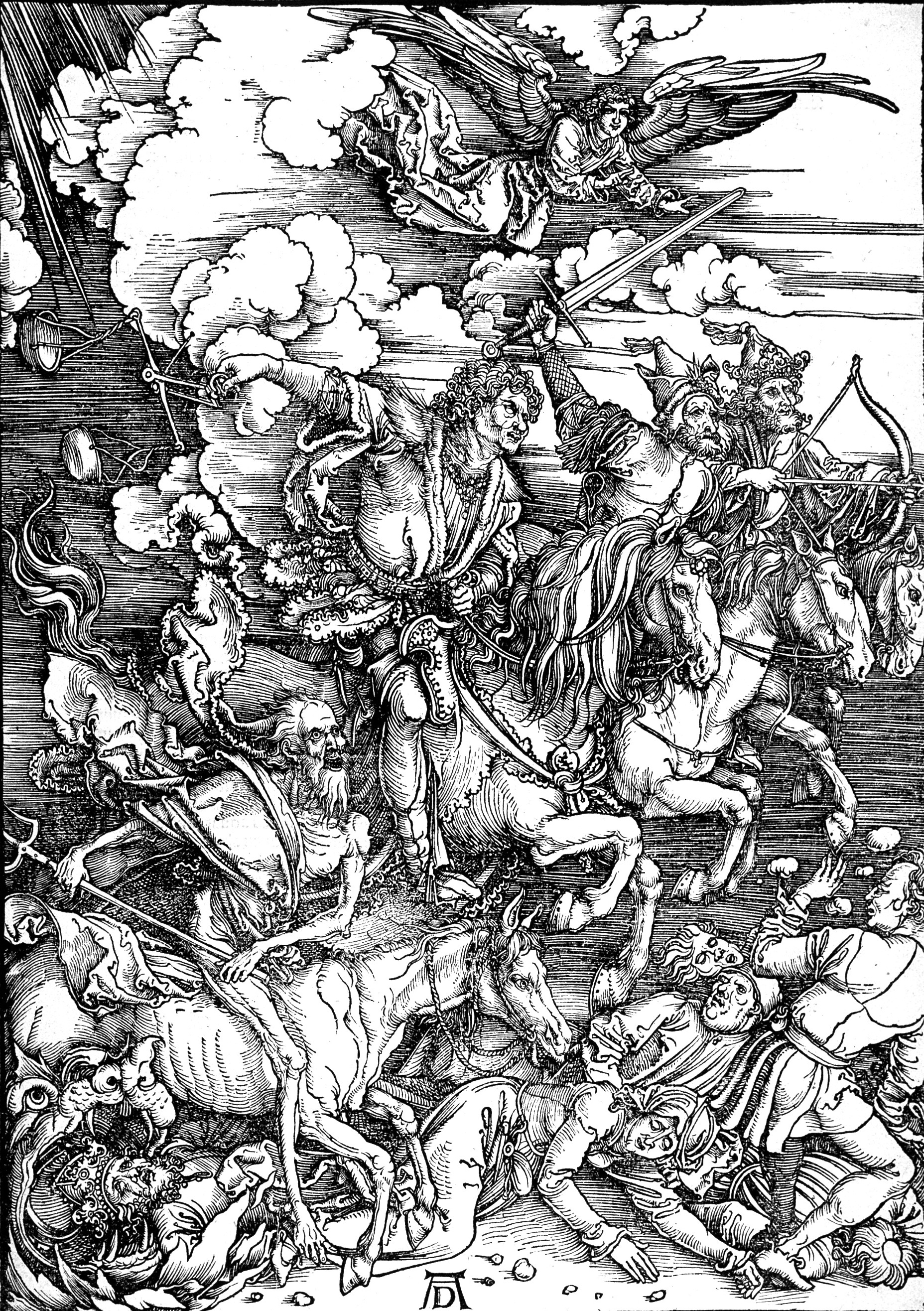
Les Quatre Cavaliers de l'Apocalypse de Dürer (1497-1498).

- La première scène de L'Enfance d'Ivan, premier film de Tarkovski, montre un enfant auprès d'un arbre[11]; l'ultime scène du Sacrifice, dernier opus du réalisateur, est l'image d'un petit garçon « couché en contemplation » sous un arbre « qu'il a arrosé de son espoir. Là, il retrouve la parole, une parole fragile comme le premier mot du monde prononcé par un être vivant[8]. » Antoine de Baecque écrit plus haut : « La régénération de film en film, est retour vers l'enfance. »
- Selon Georges Sadoul, Andreï Tarkovski et son opérateur Vadim Ioussov ont une grande admiration pour « le plus grand lyrique peut-être de l'écran, Dovjenko. Ils ont tenu à insérer dans leur film une « véritable citation cinématographique » de La Terre : un tas de pommes sous la pluie. Les pommes sont un de leurs leitmotivs, que vient manger un cheval dans une séquence presque surréaliste[12]. »
- Durant l'une des scènes, Ivan feuillette un ouvrage d'illustrations où l'on peut voir entre autres, une gravure de Dürer, le génie allemand, illustrant l'Apocalypse de Jean : Les Quatre Cavaliers de l'Apocalypse.

## Distinctions
Sauf indication contraire, les informations mentionnées dans cette section peuvent être confirmées par la base de données cinématographiques IMDb,  présente dans la section « Liens externes ».
- Mostra de Venise 1962 : Lion d'or (ex æquo avec 'Journal intime de Valerio Zurlini)
- Festival international du film de San Francisco 1962 : Golden Gate Award du meilleur réalisateur